# Victor Jernbergh
Carl Victor Jernbergh, född 28 april 1882 i Eskilstuna, död 1963, var en svensk konstnär, tecknare och grafiker. 
Han var son till stadskamreren Carl Johan Jernbergh och Fredrika Karolina Carlström och från 1918 gift med Alice Karolina Hedström. Jernbergh studerade vid Tekniska skolan i Stockholm 1902–1903 samt teckning och litografiteknik i Berlin 1904–1906. Han fortsatte sina konststudier för Carl Wilhelmson 1913–1915 och etsning för Axel Tallberg 1915–1917. Separat ställde han ut i en rad svenska städer bland annat i Eskilstuna, Gävle, Nyköping och på Konstnärshuset i Stockholm. Han medverkade i samlingsutställningar med Grafiska sällskapet och Föreningen Originalträsnitt samt i utställningarna Svensk konst på Valands i Göteborg. Bland hans offentliga arbeten märks en altartavla för Jukkasjärvi kyrka och dopkapellet i Nyköping. Hans konst består av landskapsmotiv från Norrland och Spanien i olja eller akvarell och allmogescener i träsnitt, som illustratör illustrerade han några sagoböcker. Jernbergh är representerad med grafik på Nationalmuseum, Eskilstuna konstmuseum och Östersunds museum. 